# دراج سویرسترا
دراج سویرسترا (نام علمی: Francolinus swierstrai) نام یک گونه از سرده دراج است.